# Sobór Zaśnięcia Przenajświętszej Bogurodzicy i Świętych Carskich Męczenników w Londynie
Sobór Zaśnięcia Przenajświętszej Bogurodzicy i Świętych Carskich Męczenników (ang. Cathedral of the Dormition of the Most Holy Mother of God and Holy Royal Martyrs) – sobór katedralny eparchii brytyjskiej i zachodnioeuropejskiej Rosyjskiego Kościoła Prawosławnego poza granicami Rosji. Znajduje się w londyńskiej dzielnicy Chiswick. w gminie London Borough of Hounslow, przy ulicy Harvard Road.
Kamień węgielny pod budowę nowego soboru został położony w 1997. W 1999 został otwarty nowy sobór pod wezwaniem Zaśnięcia Przenajświętszej Bogurodzicy i Świętych Carskich Męczenników. W 2003 odbyło się mniejsze poświęcenie dolnego soboru (pod wezwaniem Świętych Carskich Męczenników). W 2005 odbyło się pełne poświęcenie dolnego soboru. W 2009 zamontowano nowy ikonostas w górnym soborze (pod wezwaniem Zaśnięcia Przenajświętszej Bogurodzicy). W 2013 ukończono dzwonnicę nad zachodnią kruchtą. 
Na dachu soboru znajduje się niebieska cebulasta kopuła ze złotymi gwiazdami, zwieńczona małą kulą oraz wielkim i bogatym złotym krzyżem. Wnętrze jest puste i białe, z wyjątkiem wspomnianego wyżej niedawno zamontowanego ikonostasu z trzema poziomami bogato złoconych ikon.